# George C. Stoney
George Cashel Stoney (1 tháng 7 năm 1916 – 12 tháng 7 năm 2012) là một nhà làm phim tài liệu, nhà giáo dục người Mỹ và là "cha đẻ của truyền hình tiếp cận công chúng ". Trong số các phim của ông có All My Babies (1953), How the Myth Was Made (1979) và The Uprising of '34 (1995). All My Babies được đưa vào Cơ quan đăng ký phim quốc gia vào năm 2002. Cuộc đời và công việc của Stoney là chủ đề trong một phần Festschrift của tạp chí Wide Angle năm 1999.

## Tuổi thơ
George Cashel Stoney sinh năm 1916 tại Winston-Salem, Bắc Carolina. Ông học tiếng Anh và Lịch sử tại Đại học Bắc Carolina và tốt nghiệp năm 1937. Sau đó theo học tại Balliol College ở Oxford, và nhận được Chứng chỉ về Giáo dục Điện ảnh của Đại học London. Ông làm việc tại Nhà định cư Phố Henry ở Lower East Side của NYC vào năm 1938, với tư cách là trợ lý nghiên cứu thực địa cho Gunnar Myrdal và Ralph Bunche 's trên ấn phẩm An American Dilemma: The Negro Problem and Modern Democracy. Ông cũng là một nhà báo của Cơ quan An ninh Nông trại bao gồm hoàn cảnh của những người nông dân tá điền cho đến khi ông được nhập ngũ vào năm 1942. Trong suốt thời gian này, ông cũng viết các bài báo tự do cho nhiều tờ báo và tạp chí, bao gồm New York Times, The New Republic, Raleigh News and Observer và Survey Graphic. Ông từng là sĩ quan tình báo hình ảnh trong Thế chiến thứ hai.